# Radio Bremen
Radio Bremen (« Radio Brême ») est un organisme public de télévision et de radio allemand basé à Brême, membre de l'ARD.
Il s'agit du service public audiovisuel pour le land de Brême.

## Histoire
En 1945 Radio Bremen commence à émettre un programme quotidien en AM alors que le pays est occupé par les alliés. Brême est alors dans la zone américaine d'occupation, et les Américains surveillent alors la station. En 1949, elle devient l'organisme de diffusion du land de Brême et devient membre de l'ARD.

## Programmes

### Télévision
- Radio Bremen produit et fournit des programmes pour le réseau national Das Erste.
- Radio Bremen, en collaboration avec Norddeutscher Rundfunk et l'ancien  Rundfunk Berlin-Brandenburg, commence à diffuser dans un réseau régional le 4 janvier 1965. Le réseau s'appelle Nord 3, rebaptisé plus tard « Norddeutsches Fernsehen no 3 ».
- Le 1er janvier 2005 Radio Bremen commence à diffuser son programme régional sous un nouveau nom : Radio Bremen TV (rb-tv). La coopération avec NDR se poursuit, mais cette dernière ne transmet plus de programmes portant le logo de Radio Bremen.
- Radio Bremen et NDR produisent un service de télétexte commun appelé NDR-Text. Jusqu'en décembre 2001, il était connu sous le nom de Nord-Text.

### Radio
- Radio Bremen utilise quatre réseaux radiophoniques : Bremen Eins, Bremen NEXT, Bremen Vier et Nordwestradio. La programmation de Bremen Eins est destinée aux personnes d'âge mûr et diffuse même les nouvelles du jour dans le dialecte local (le Bremer Platt). Bremen Vier cible les jeunes de 14-49 ans et Bremen NEXT les jeunes de 14-25 ans. Nordwestradio fournit un programme culturel et informatif régional.
- Radio Bremen produit également un programme en collaboration avec d'deux parts WDR et rbb: Bremen COSMO.
- Le 12 août 2017, la station de radio Nordwestradio disparaît et donne naissance en même temps à Bremen Zwei, propriété de Radio Bremen.

### Intendant de Radio Bremen
- 1946–1957: Walter Geerdes
- 1957–1968: Heinz Kerneck
- 1968–1973: Hans Abich
- 1973–1974: Klaus Bölling
- 1974–1985: Gerhard Schröder
- 1985–1999: Karl-Heinz Klostermeier
- 1999–2009: Heinz Glässgen
- Depuis le 1er août 2009: Jan Metzger